# Prêmio Néstor Luján de novela histórica
O Prêmio Néstor Luján de novela histórica é um dos prêmios literários da língua catalã outorgado pela Editorial Columna, em memória do jornalista e escritor Néstor Luján.

## História
O prêmio foi criado em 1997, dois anos após a morte do artista que lhe cede o nome; é concedido durante o mês de novembro em Barcelona. Podem estar inscritas apenas obras escritas em língua catalã, e o trabalho vencedor é publicado pela editora que outorga a premiação.

## Ganhadores
- 1997 Antoni Dalmau  por  Terra d'oblit
- 1998 Albert Salvadó  por El mestre de Kheops
- 1999 Jordi Mata  por   La segona mort de Shakespeare
- 2000 Alfred Bosch   por   L’Avi. Confessions íntimes de Francesc Macià
- 2001 Joaquim Borrell   por   Sibil·la, la plebea que va regnar
- 2002 Gabriel Janer Manila  por   George. El perfum de les cedres
- 2003 Albert Villaró   por   L'any dels francs
- 2004 Jordi Sierra i Fabra  por  La pell de la revolta
- 2005 Albert Salvadó  por  La gran concubina d´Amon
- 2006 Maria Carme Roca  por  Intrigues de palau